# Leuchteberg
Leuchteberg ist der Name eines Berges bei Scherfede auf Rimbecker Gemarkung im Gebiet der Stadt Warburg, Nordrhein-Westfalen. Auf ihm befand sich im Mittelalter eine Kleinburg, die Mittelpunkt der kleinen Herrschaft „Leuchte“ war.

## Geographie und Name
Der 228 m hohe Berg erhebt sich südlich der Diemel nahe der heutigen hessischen Grenze. Zusammen mit dem südlich gelegenen 247 hohen Gaulskopf ist er Teil des bewaldeten Höhenzuges Asseler Wald.
Er gehört mit dem Gaulskopf zur naturräumlichen Haupteinheitengruppe Oberes Weserbergland (Nr. 36) und in der Haupteinheit Warburger Börde (Diemelplatten, Nr. 360) zur Untereinheit „Diemelbörde“.
Der Name hängt möglicherweise mit dem heutigen Wort Lichtung, früher auch Lichte, zusammen, da sich früher möglicherweise eine solche im Wald auf dem Bergplateau befunden hatte.

## Geschichte

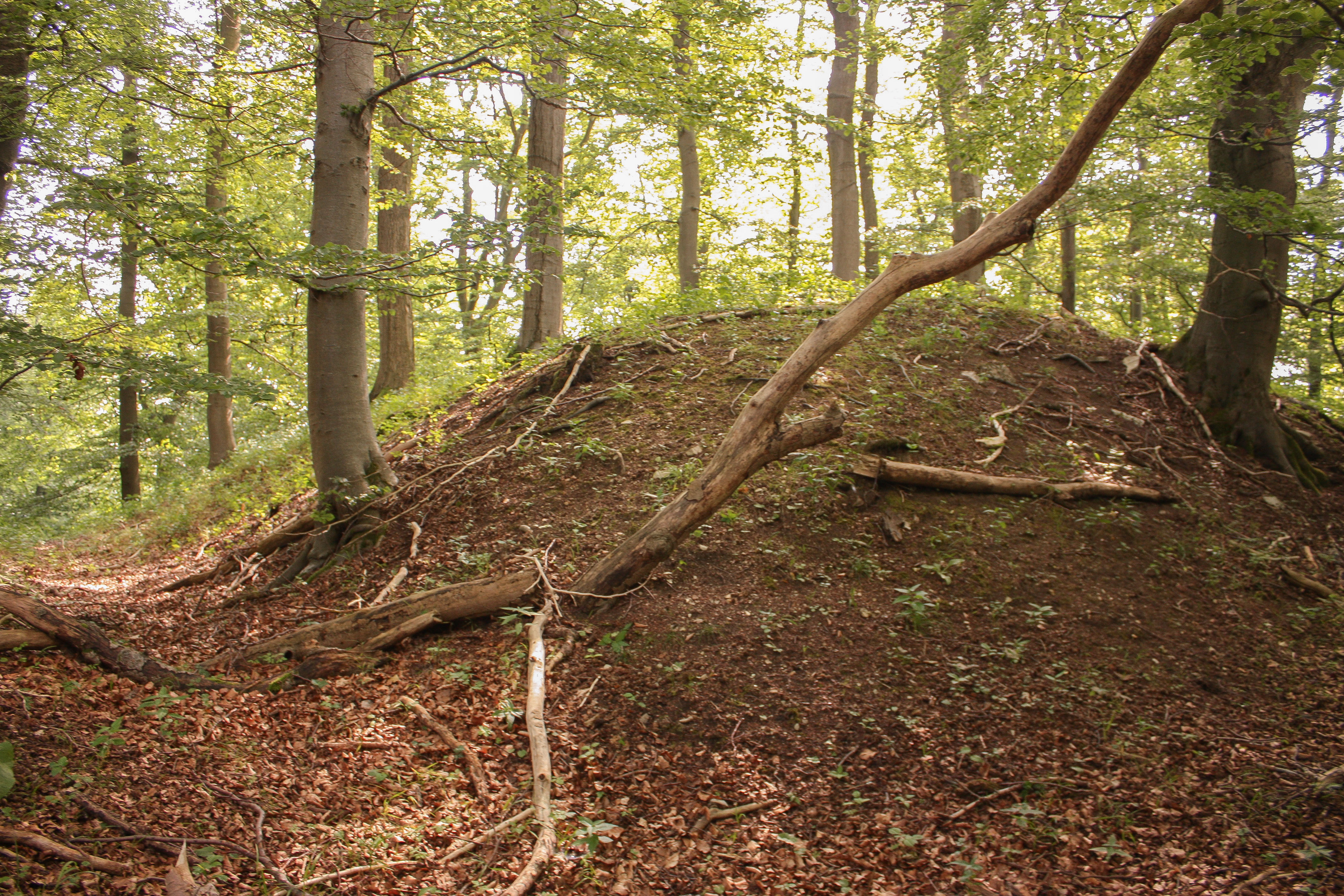
Plateau der Hauptburg von Norden

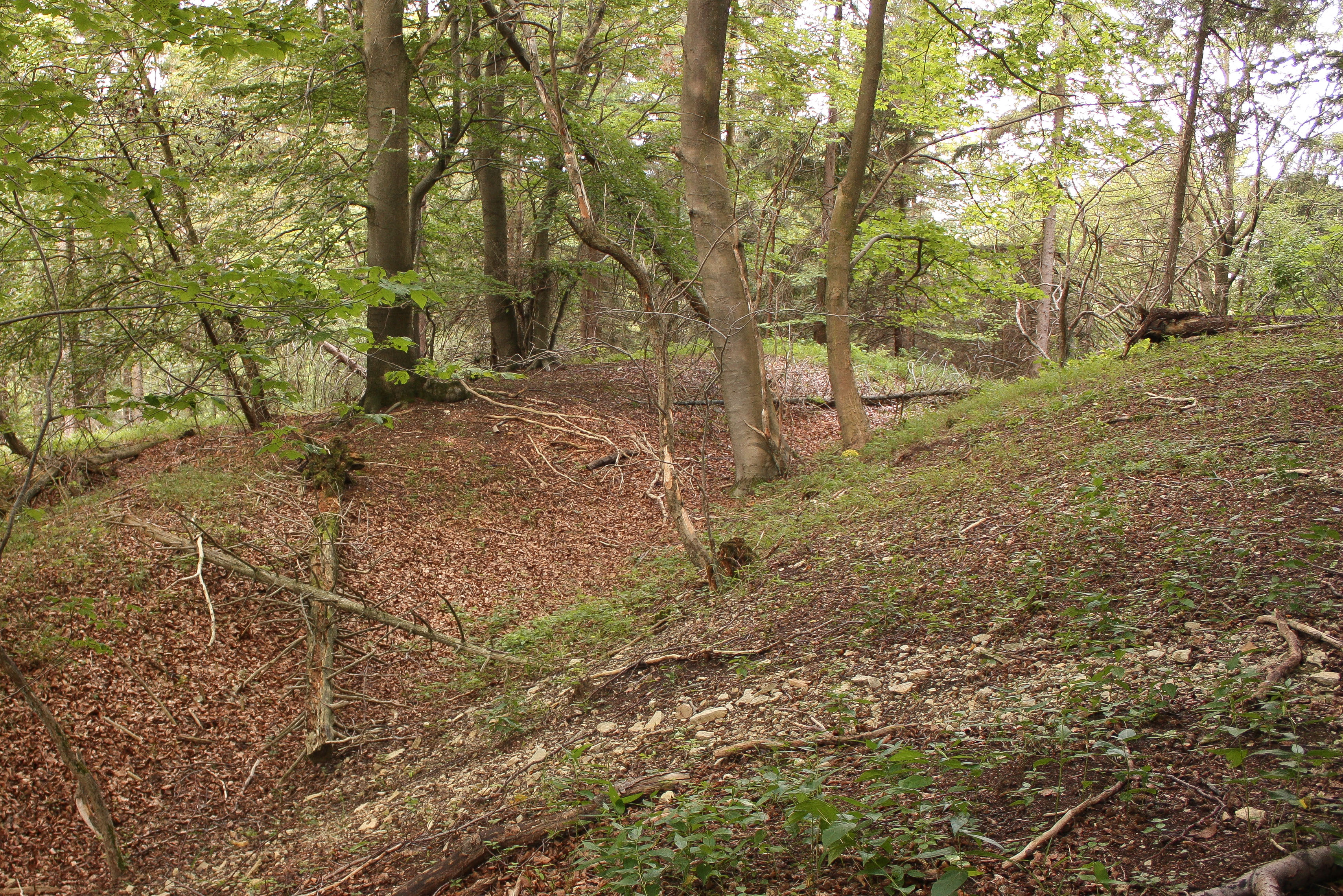
Befestigung der Vorburg von Osten

Der Berg liegt an einer strategisch wichtigen Stelle, wo die Diemel das Sauerland verlässt und in den Raum der Warburger Börde eintritt. Daher war von ihm eine Kontrolle mehrerer sich im Gebiet kreuzender Fernwege möglich. Eine Besiedlung des Berges konnte bereits für die prähistorische Zeit nachgewiesen werden. In der zweiten Hälfte des 12. Jahrhunderts (datiert nach keramischen Funden) wurde eine kleine, befestigte Wallburg auf dem Bergplateau errichtet. Sie bestand aus drei Teilen: einem Turmhügel auf der Bergspitze, einem sich nordwestlich anschließenden, befestigten trapezförmiger Wirtschaftshof und einem weiteren unbebautem Areal im Norden.  Die gesamte Anlage hatte in Nordsüd-Richtung eine Länge von ca. 100 m bei einer maximalen Breite von 70 m. Im Wirtschaftshof standen mindestens zwei unterkellerte Gebäude, deren Reste ergraben wurden.
Im Mittelalter war der Leuchteberg von den später verlassenen Orten Alt-Rhoden, Aslen, Ramsen und Ricwardessen umgeben. 1230 wurde ein Ritter Adolf von Ricwardessen erwähnt. Die Gegend war oft ein Ort von Grenzstreitigkeiten. Nachdem 1228 bis 1230 unter Graf Adolf I. von Waldeck und Schwalenberg auf dem südlicher gelegenen Hagenberg Burg Rhoden errichtet worden war, verließen die meisten Bewohner Alt-Rhoden und siedelten sich nahe der neuen Burg an, da diese offenbar besseren Schutz als die Wallburg auf dem Leuchteberg bot.
Im Mittelalter war der Leuchteberg von den später verlassenen Orten Alt-Rhoden, Aslen, Ramsen und Ricwardessen umgeben. 1230 wurde ein Ritter Adolf von Ricwardessen erwähnt. Die Gegend war oft ein Ort von Grenzstreitigkeiten. Nachdem 1228 bis 1230 unter Graf Adolf I. von Waldeck und Schwalenberg auf dem südlicher gelegenen Hagenberg Burg Rhoden errichtet worden war, verließen die meisten Bewohner Alt-Rhoden und siedelten sich nahe der neuen Burg an, da diese offenbar besseren Schutz als die Wallburg auf dem Leuchteberg bot.
1288 war der Warburger Gograf Johann Gyr, der aus dem Paderborner Patrizierfamilie Gyr stammte, an einer Urkunde über ein Gut Leuchte beteiligt. Es befand sich damals in Eigentum des Zisterzienserklosters Hardehausen. 1307 gelangte auch ein in Ricwardessen gelegener Gutshof durch Verpfändung des noch unmündigen Sohnes des verstorbenen Knappen Hermann, Marschall von Warburg, an das Kloster Hardehausen.
1481 war Dethmar Gyr Ratsherr in Warburg. Sein Familienzweig führte 1490 den Namenszusatz „zu Leuchte“. Offenbar besaß er mit seiner Familie inzwischen den gesamten Wald „Leuchte“ und lebte dort. Sein Sohn Johann Geyr von Warburg zu Leuchte († 1510) wurde in dem Jahr zusätzlich mit dem offenbar aus Alt-Rhoden hervorgegangenen Gut Roden, das damals immer noch zum Hochstift Paderborn gehörte, belehnt. Sein Urenkel Conrad Geyr zu Roden († 1598), Sohn von Peter Geyr und Gertrud, geborene Drost von Vüchte, verkaufte schließlich die Leuchte an die Adelsfamilie von Spiegel.
1679 gab es zwischen den Kloster Hardehausen und den Bewohnern von Rimbeck Streitigkeiten vor dem Reichskammergericht in Speyer über Weide- und Waldnutzungsrechte am Leuchteberg in der damals bereits wüsten Gemarkung von Ricwardessen.
1990 wurde das Gebiet des Leuchteberges als Teil des Naturschutzgebietes „Asseler Wald“ ausgewiesen.
2014 erfolgte eine archäologische Untersuchung des Burgareals durch Rudolf Bergmann und Maja Thede im Auftrag des Landschaftsverbandes Westfalen-Lippe.